# Gornja Vranjska
Gornja Vranjska (cyr. Горња Врањска) – wieś w Serbii, w okręgu maczwańskim, w mieście Šabac. W 2011 roku liczyła 1453 mieszkańców.